# Gilhofer und Ranschburg

Gilhofer & Ranschburg um 1900

Die Geschäftsräume von Gilhofer & Ranschburg um 1900

Jugendstil-Buchhändlermarke

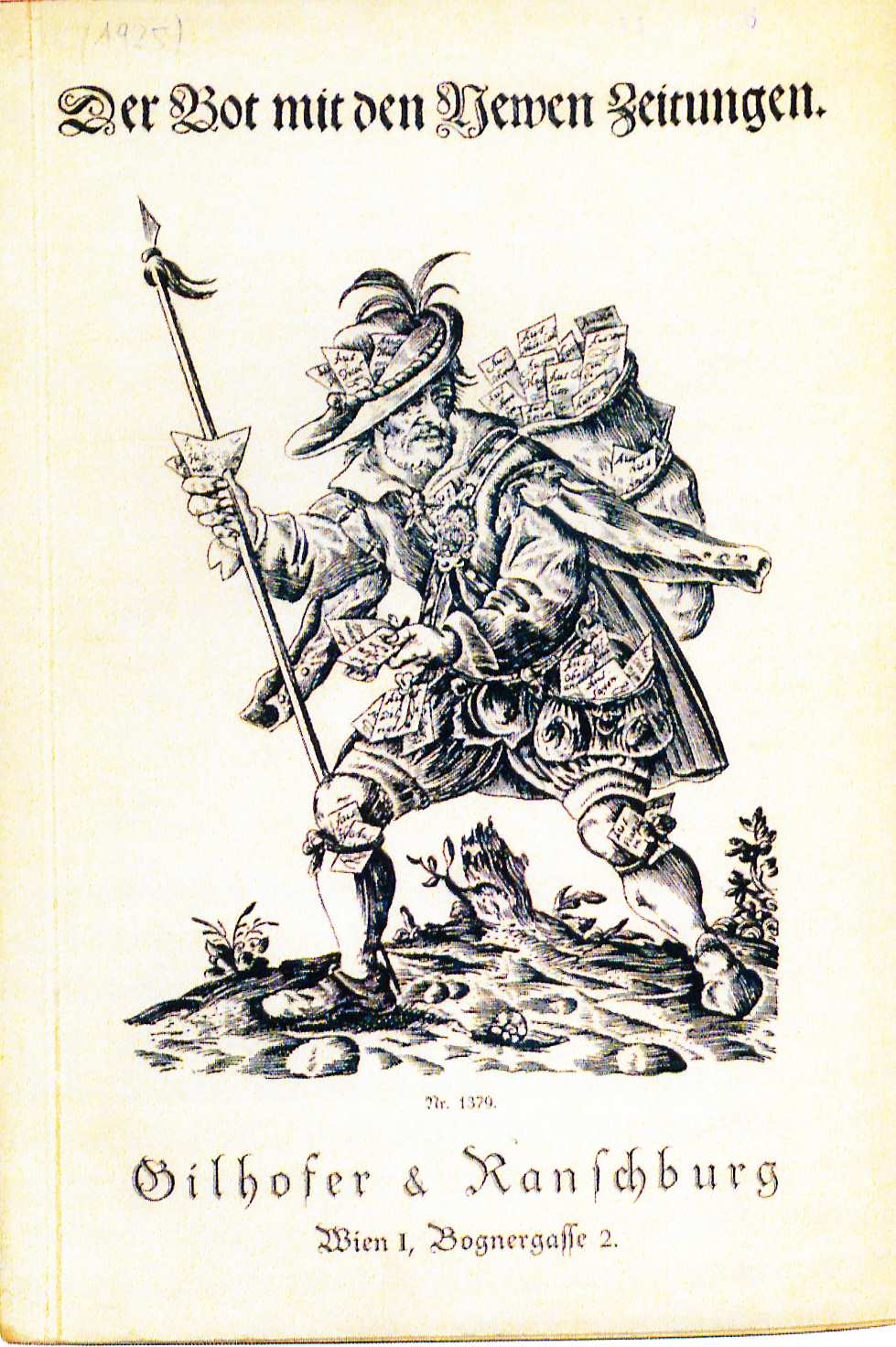
Antiquariatskatalog 1925

Das Wiener Buch- und Kunstantiquariat Gilhofer (zu seiner Blütezeit 1884–1938 als Gilhofer und Ranschburg firmierend) galt über ein Jahrhundert lang als das „erste Haus am Platz“. Das Geschäftslokal mitten in der Wiener Innenstadt, an der Ecke Bognergasse/Tuchlauben und damit genau an den Endpunkten der bekanntesten Wiener Geschäftsstraßen, des Grabens und des Kohlmarkts, gelegen, war eines der international renommiertesten Zentren des Antiquariatsbuchhandels.

## Geschichte

### Geschichte bis 1938
Das Unternehmen wurde im Sommer 1883 als Sortimentsbuchhandlung von Hermann Gilhofer (1852–1913) gegründet, der vormals bei der Firma Franz Leo als Prokurist gewirkt hatte. Bereits im Folgejahr, am 1. Oktober 1884, trat der 24-jährige Heinrich Ranschburg (1860–1914) als Gesellschafter ein. Er erweiterte die Geschäftstätigkeit des nunmehr als „Gilhofer und Ranschburg“ firmierenden Hauses auf das Antiquariat und wurde somit eigentlicher Begründer des Unternehmens, das binnen eines knappen Jahrzehnts zu den bedeutendsten seiner Branche zählen sollte. Als Hermann Gilhofer 1903 wieder aus seiner Firma austrat, war ihr Weltruf bereits gesichert: die von Ranschburg veranstalteten Versteigerungen wertvoller Bücher und Kunst brachten Käufer aus ganz Europa und Übersee nach Wien, neben bedeutenden Privatsammlern auch die wichtigsten Bibliotheken und öffentlichen Sammlungen der Welt.
Allein bis 1912 erschienen fast 200 Lagerkataloge und Listen; 1924 wurde eine Zweigstelle in Luzern gegründet. Zu den Höhepunkten der Geschäftstätigkeit dieser Jahre zählten die Auktionen der Bibliotheken Metternich und Dietrichstein sowie der Sammlungen der Zaren Nikolaus I., Alexander II. und Zarin Katharina II., aber auch die Versteigerung der Doubletten aus der Albertina. Das Lager umfasste zu dieser Zeit ca. 300.000 Bücher, 100.000 Blätter Graphik und 25.000 Autographen. Zahlreiche spätere Antiquare lernten hier ihr Handwerk, aber auch Rudolf Bing (1902–1997), der langjährige Leiter der New Yorker Metropolitan Opera, ging hier als Siebzehnjähriger in die Lehre.
Als Heinrich Ranschburg 1914 starb, folgten ihm seine Witwe Ida sowie Ernst Philip Goldschmidt (1887–1954) und Wilhelm Heinrich Schab (1888–1975) als Geschäftsführer nach. Goldschmidt, selbst Sammler und langjähriger Kunde des Hauses, wurde später von Fachkollegen als „der gelehrteste Antiquar gerühmt, den es je gab“. Goldschmidt verließ das Antiquariat 1923, um in London ein eigenes Antiquariat zu eröffnen. Nach seinem Ausscheiden trat Ranschburgs Sohn Otto (1900–1985) in die Firma ein. Ein weiterer Mitarbeiter war unter anderen der Buchhändler Friedrich Steinert, der auch die Prokura erhielt. Ab 1936 waren Wilhelm Schab, Elisabeth Margulies geb. Ranschburg und Anna Epstein geb. Ranschburg, als stille Gesellschafterin, Eigentümer des Antiquariats. Otto Ranschburg hatte seine Anteile vorher zwischen Wilhelm Schab und Elisabeth Margulies aufgeteilt. Er blieb aber Geschäftsführer.

### Vom „Anschluss“ Österreichs an das Deutsche Reich bis 1945
Mit dem Tag des Anschlusses Österreichs und der Machtübernahme der Nationalsozialisten setzte sofort eine Verfolgung der Juden ein. Die Deutschen hatten zahlreiche SA und SS-Einheiten mitgebracht, die unterstützt von einheimischen Nazianhängern in brutaler Weise Juden verfolgten. Ein Sonderkommando des Sicherheitsdienst des Reichsführers SS (SD) war unterwegs – auch ausgerüstet mit Personenkarteilisten –, um Gegner des Nationalsozialismus ausfindig zu machen. Die Nationalsozialisten glaubten in ihren vorurteilsbehafteten antisemitischen Vorstellungen an eine jüdische Weltverschwörung. Sie vermuteten, sie würden Unterlagen jüdischer Organisationen in Archiven und auch Antiquariaten finden. Mit der Durchführung dieser Aktion war der zur Judenverfolgung in Wien eingesetzte damalige SS-Untersturmführer Adolf Eichmann – Judenreferent im Berliner SD-Hauptamt – befasst. Eichmann selbst beschlagnahmte Archive und Bibliotheken jüdischer Organisationen und durchsuchte auch jüdische Antiquariate nach Material.
Als Teil dieser Verfolgung wurden alle jüdischen Unternehmer enteignet. Auch die jüdischen Buchhändler wurden ihres Eigentums beraubt. Häufig steckten hinter „Arisierungsvorhaben“ Konkurrenten oder Kollegen der betroffenen Unternehmer, die das geraubte Unternehmen günstig erwerben wollten.
So auch im Fall Gilhofer. Zuerst wurde einige Monate nach dem deutschen Einmarsch der Geschäftsführer Otto Ranschburg seines Amtes enthoben. Dann wurde die Buchhandlung beschlagnahmt und für die „Arisierung“ ein Vermögensverwalter eingesetzt. Schon am 8. September 1938 meldeten sich als Kaufinteressenten Friedrich Steinert, der arische Prokurist des Antiquariats, und mit ihm zusammen als Initiator des damals legalen Raubes der Antiquar Hans Werner Taeuber, ein Konkurrent aus München, der beste Beziehungen zur SS hatte. Taeuber war ein erfahrener „Arisierer“, er hatte schon 1933 in München den Anteil seines nach London geflohenen Kompagnons Ernst Weil übernehmen können. Taeubert und Steinert wiesen nach, dass sie „arische“ Interessenten seien. Dann wurde eine neue Gesellschaft, die Gilhofer & Ranschburg Antiquariats Gesellschaft m.b.H gegründet, die die jüdische Firma im Frühjahr 1939 juristisch übernahm. Noch vor Abschluss des Notarvertrages hatte sich ein weiterer Interessent gemeldet. Adolf Ziegler, der Präsident der Reichskammer der Bildenden Künste, erwarb angeblich für die Reichskammer der Bildenden Künste die Mehrheit der Anteile. Der Buchhandelshistoriker Schröder hält es für denkbar, dass Ziegler für sich persönlich handelte. Der alte Geschäftsführer Otto Ranschburg wurde in das Hotel Metropol zitiert, das Hauptquartier der Gestapo, und unter Drohungen zum Abschluss des für die Besitzer der Buchhandlung sehr nachteiligen Vertrages gezwungen. Geschäftsführer wurden Taeuber und Steinert. Die Käufer hatten insgesamt nur einen Bruchteil des wahren Wertes für das Unternehmen zu bezahlen. Die alten Eigentümer der Buchhandlung erhielten nichts aus der Kaufsumme, die an die NSDAP gezahlt wurde.
Der Historiker Martin Schumacher ist davon überzeugt, dass es sich bei der Antiquariatsübernahme in Wien um einen versteckten Erwerb durch die Reichskammer der Bildenden Künste, also des Deutschen Reiches, handelte. Über Gilhofer und Ranschburg konnte das Dritte Reich geraubtes Kulturgut von Juden und sonstigen Opfern von Gewalttaten in die Schweiz ausführen. Da die NS-Verbindung von Gilhofer und Ranschburg nicht bekannt war, konnten die geraubten Güter über Luzern ohne Probleme auf dem Weltmarkt verkauft werden. Die Luzerner Filiale genoss zudem in der Schweiz höchstes Ansehen, denn sie gehörte 1939 zu den Gründungsmitgliedern der „Vereinigung der Buchantiquare und Kupferstichhändler der Schweiz (VEBUKU)“.
Schab gelang die Flucht über Luzern in die USA, wo er unter eigenem Namen ein Antiquariat in New York gründete. Eine Schweizer Zweigstelle musste ihre Geschäftstätigkeit einstellen, war aber noch 1939 Gründungsmitglied der „Vereinigung der Buchantiquare und Kupferstichhändler in der Schweiz“ und wurde 1956 unter dem alten Namen, jedoch unter neuer Leitung wiedergegründet. Otto Ranschburg emigrierte ebenfalls nach New York. Schon 1939 betrieb er unter eigenem Namen ein Antiquariat; 1951 übernahm er das renommierte Haus Lathrop C. Harper, dem er bis zu seinem Tod 1985 vorstand. Anna Epstein starb 1943 vermutlich im KZ Theresienstadt.

### Nach dem Krieg
Am 17. Dezember 1945 leiteten die früheren Eigentümer William H. Schab und Elisabeth Margulies aus New York eine Rückgabe ein. Am 21. März 1947 beantragte ihr Wiener Anwalt, bis zur endgültigen Entscheidung über die Rückgabe vorsorglich eine öffentliche Verwaltung für das Unternehmen einzurichten. In der Begründung sprach der Anwalt von einem besonders schlimmen „Arisierungsfall“:
Herr Taeuber hat ohne einen Groschen aus eigenem zu zahlen unter Intervention der NSDAP und auf Grund der Beziehung zu hohen SS-Funktionären die Firma arisieren können.
Die Arisierer Taeuber und die Ehefrau des gefallenen Steinert fühlten sich ungerecht behandelt und beantragten die Aufhebung dieser Maßnahme. Sie siegten und die öffentliche Verwaltung wurde eingestellt. Am 8. April 1949 entschied die Rückstellungskommission die Rückstellung der Firma an Schab und die Nachkommen Ranschburgs. 1950 konnte Hans Werner Taeuber von ihnen das Geschäft erwerben.
1958 trat der Antiquar Rudolf Hoffmann, vordem beschäftigt im Wiener Antiquariat Christian M. Nebehay, als Mitgeschäftsführer in die Firma ein. Nach dem Tod Hans Werner Taeubers im Jahre 1970 wurde sein Sohn Werner Taeuber (1920–1988) Teilhaber und Mitgeschäftsführer. Das hundertjährige Firmenjubiläum 1983 wurde unter reger Anteilnahme des internationalen Handels, der Bibliotheken und Sammler begangen. 1989 übergab Hoffmann die Unternehmensleitung an seine Tochter Elisabeth, die das Geschäft noch 15 Jahre fortführte.

### Geschäftsauflösung und neuerliche Übernahme
Mit Beendigung ihrer eigenen Geschäftstätigkeit Ende 2004 ging die Gilhofer KG in der Inlibris GmbH auf. Letzteres Unternehmen firmiert nach Übernahme von Handbibliothek und Firmenarchiv sowie einem Teil des Altlagers seit Januar 2005 unter dem Namen Antiquariat Inlibris, Gilhofer Nfg. GmbH. Die Geschäftsführung übernahm Hugo Wetscherek.
Die Eigentümer von Inlibris haben seit der Geschäftsübernahme mehrfach international Aufmerksamkeit erregt. So vertraute ihnen der Berliner Theaterwissenschaftler Hugo Fetting den Nachlass von August Wilhelm Iffland zum Verkauf an, für dessen rechtmäßigen Eigentümer er sich hielt, da er ihn in der Nachkriegszeit vor der Vernichtung bewahrt habe. Da die Manuskripte vor 1945 jedoch in öffentlichem Besitz waren (Archiv der Preußischen Staatstheater im Bestand des Berliner Theatermuseums), gab Wetscherek sie – gegen eine Entschädigung für seine Auslagen – an das Land Berlin zurück.
2017 ist das Antiquariat Inlibris mit dem Exportpreis (in Bronze) der Wirtschaftskammer Österreich ausgezeichnet worden; bei einem Jahresumsatz 2016 von über 7,5 Millionen Euro betrug die Exportquote 99,25 Prozent.